# Nævus d'Ota
Pour les articles homonymes, voir Ota.
 Mise en garde médicale

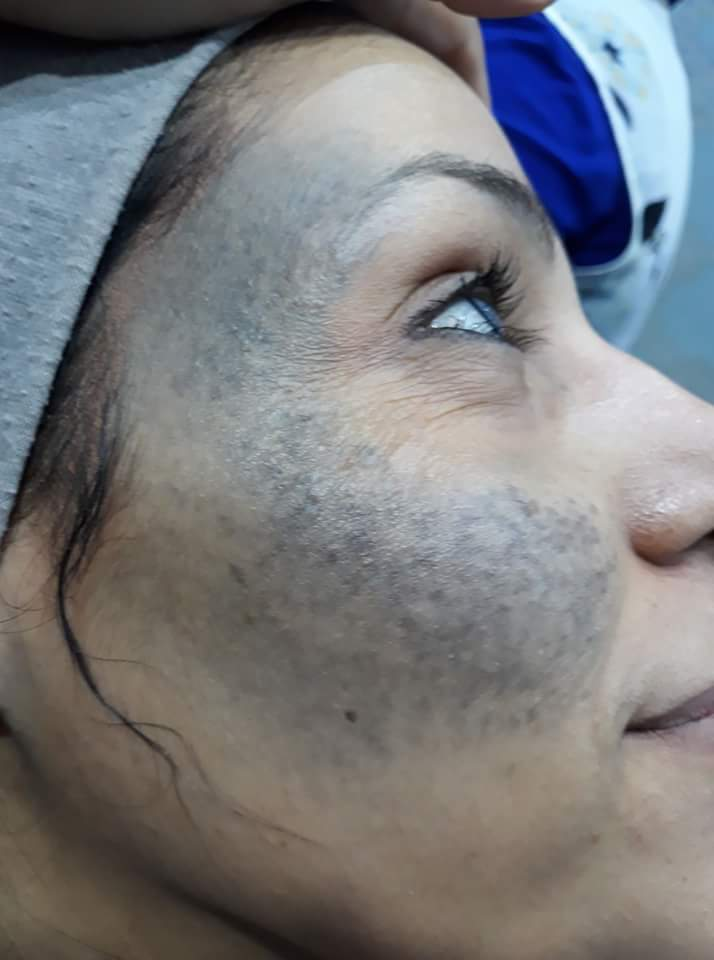

Le nævus d'Ota (ou nævus fusco-caeruleus ophtalmo-maxillaris, ou Mélanocytose oculopalpébrale) est une hyperpigmentation gris bleutée ardoisée ou brunâtre, unilatérale du visage dans la zone cutanée innervée par les 1re et 2e branches du nerf trijumeau. Il s'accompagne fréquemment d'une pigmentation oculaire touchant la sclérotique, la conjonctive, l'iris, la choroïde et la papille.

## Étymologie et histoire médicale
Ce syndrome inhabituel a été décrit en 1938 par Ota qui l'avait alors dénommé « nævus fusco-cæruleus ophthalmo-maxillaris » ; en 1939, Ota et Tanino ont décrit plusieurs cas de nævus pigmentés de la peau et des yeux qu'ils ont appelés «nævus fuscoceruleus ophthalmomaxillaris d'Ota» .
Il est ensuite apparu que d'autres cas avaient antérieurement été rapportés, mais sous d'autres noms, tels que mélanose congénitale (congenital melanosis bulbi), melanosis bulborum et Taches mongoloïdes aberrantes, Taches mongoloïdes aberrantes persistantes, progressive melanosis oculi, pigmentation en patch, mélanocytose oculodermique, mélanocytose dermo-oculaire et mélanocytose oculomuco-dermique. 
Au début des années 1960 plusieurs centaines de cas de nævus d'Ota avaient déjà été signalés ou décrits de par le monde par la littérature médicale. Pour décrire la coloration de l'œil, on parlait alors de mélanose de l'œil (Melanosis oculi).

## Incidence et caractéristiques
Ce nævus est plus fréquent chez les Asiatiques. 
Les femmes sont presque cinq fois plus nombreuses à en déclarer que les hommes. 
Selon une étude statistique basée sur 240 porteurs de nævus d'Ota, ce nævus est apparu avant l'âge d'un an dans 119 cas sur 240 et après l'âge de 2 ans pour 121 cas. Ce nævus apparaît rarement entre 1 et 11 ans. Dans le type 3, 77 % des nævus étaient visibles avant l'âge d'un an. La fatigue, les menstruations, l'insomnie et les conditions météorologiques influent sur sa couleur. Une mélanose oculaire et buccale, des taches mongoles et un nævus bleu semblent parfois associés (sujet discuté). Sur 207 familles documentées, deux incidences familiales ont été trouvées (et 15 patients étaient apparentés avec d'autres membres du panel, mais sans lien apparent d'hérédité. Aucun changement malin ni régression spontanée n'ont été observés dans ce groupe. Après l'enfance des changements subtils existent (étendue, ton et intensité de couleur du nævus) ; il semble que la pigmentation augmente progressivement avant 1 an, puis peut montrer un déclin (mais non une disparition) après 2 ans.
Une pigmentation de muqueuse est possible.

## Risques
Deux risques justifient un suivi des patients concernés :
- Le glaucome chronique ;
- la transformation en mélanome malin.
- La dégénérescence au niveau oculaire en particulier chez les sujets caucasiens.

## Traitements
Les lésions cutanées peuvent être traitées par laser déclenché, sans laisser de cicatrices. 
Ce traitement nécessite en général de trois à une dizaine de séances.
Un traitement au laser à durée de pulsation picoseconde se montre efficace lors d'études au Japon.